# フラン (通貨)
フラン (franc) は、いくつかの国における通貨単位である。漢字は法をあてる。
その名前は、初期のフランスの硬貨に刻印されたfrancorum rex（ラテン語で「フランク王国の王」の意）、またはフランス語で"free"の意味のfrancに由来する。
フランは、スイス、リヒテンシュタイン（スイス・フラン）およびアフリカの旧フランス領の各国（CFAフラン・CFPフランほか）で使用されている。ユーロが導入される以前は、フランス、ベルギー、ルクセンブルクでも使用されていた。また、アンドラ、モナコではフランス・フランが法定通貨とされていた。フランの補助通貨はサンチームで、1フランは100サンチームとされるのが一般的である。
フランス・フランの記号は、Fの上に水平線を引いた ₣ である。

## 起源
フランは当初、1360年に鋳造された3.87 g のフランスの金貨であった。それは、ポアティエの戦いでイングランドに4年間捕えられていたジャン2世が解放されたことを記念したものであった。それはLivre tournois（トゥールポンド）と等価であった。
このフランは、1641年にルイ13世によって法定の硬貨としては廃止されるが、フランという言葉はリーヴルの俗称として使われ続けた。フランス・フランを参照のこと。

## CFAフラン・CFPフラン
アフリカの14か国ではCFAフランが使用されている。使用され始めた1945年から1948年までは1.7フランス・フランと等価とされ、その後2フランス・フラン（1960年より0.02新フランス・フラン）と等価とされた。1994年1月からは0.01フランス・フランと等価となった。1999年1月からは1CFAフランは0.00152449ユーロと等価となっている。
CFAフランから分離されたCFPフランがフランスの太平洋の領土で使われている。1CFPフランは0.0084ユーロ（かつては0.055フランス・フラン）と等価である。

## 現行通貨
- スイス・フラン
- 西アフリカCFAフラン
- 中部アフリカCFAフラン
- CFPフラン
- コモロ・フラン
- ブルンジ・フラン
- コンゴ・フラン
- ギニア・フラン
- ジブチ・フラン
- ルワンダ・フラン

## 廃止された通貨
現在ユーロを使用
- フランス・フラン
- ベルギー・フラン
- ルクセンブルク・フラン
- モナコ・フラン
- アンドラ・フラン

その他
- フランス領ソマリランド・フラン (ジブチ・フランに切り替え)
- マダガスカル・フラン（マダガスカル・アリアリに切り替え）
- マリ・フラン（西アフリカCFAフランに復帰）